# Прасковья
Праско́вья — русский вариант греческого имени Параскева (от др.-греч. παρασκευή — «день приготовления, канун или вечер перед субботой, перед пасхой; пятница»).
В православных святцах — Параскева (стар.).
Производные формы имени: Прасковьюшка, Праскуня, Куня, Праскута, Прося, Проса, Проня, Парасковьюшка, Параня, Паня, Пыня, Пана, Панюша, Парася, Параса, Параха, Параша, Паша, Пара, Паруня, Пуня, Паруха, Паруша, Пора.

## Христианские святые
Параскева Римская — христианская мученица II века.
Параскева Иконийская — христианская великомученица III века.
Параскева Сербская — христианская святая XI века.
Параскева Топловская (1849—1928) — преподобная, православная святая, игумения Топловского женского монастыря. 25 марта 2009 года причислена к лику святых.